# Atbara (folyó)
Atbara (arabul: Nahr 'Atbarah) folyó Északkelet-Afrikában, a Nílus jelentős mellékfolyója.

## Nevének eredete
A folyót elsőként Astaboras néven Sztrabón említette (16.4.8). Richard Pankhurst brit akadémikus az ő  nyomán a folyó nevét „a Bora népének folyója” kifejezésből eredezteti, mely a Meroé környékén élt népcsoport római elnevezésével magyarázható. Idősebb Plinius szerint a név jelentése a helyi nyelvjárásban: „a lenti mélységből érkező víz”.

## Futása
A folyó teljes hossza 805 km. Az Etióp-magasföldön ered, a Tana-tótól 50 km-re északra, Gondar városától 30 km-re nyugatra. Nyugat felé haladva lépi át az etióp-szudáni határt, majd észak felé fordul, ahol felveszi legnagyobb táplálóját, a Tekeze folyót. Végül északnyugat felé kanyarodva a szudáni Atbara városánál éri el a Nílust, melynek ez az utolsó jelentős mellékfolyója.

## Története
1898 áprilisában itt győzték le a britek a szudáni kalifa 20.000 fős seregét.

## Mellékfolyói
1. Nagy-Angereb: jobb, 1986-ban épült gát, víztározó
  1. Bahr-as-Salam
2. Tekeze (Setit): jobb, 608 km

## Városok az Atbara mentén
1. Kashm al-Girba: 1964-ben épült gát
2. Tomat
3. Humari
4. Adarama
5. Gemmeiza

## Fordítás
- Ez a szócikk részben vagy egészben  az   Atbarah River című angol Wikipédia-szócikk fordításán alapul.  Az eredeti cikk szerkesztőit annak laptörténete sorolja fel. Ez a jelzés csupán a megfogalmazás eredetét és a szerzői jogokat jelzi, nem szolgál a cikkben szereplő információk forrásmegjelöléseként.